# Lidar
Lidar (cũng viết là LIDAR, LiDAR, và LADAR) là một phương pháp khảo sát đo khoảng cách tới mục tiêu bằng cách chiếu sáng mục tiêu đó bằng một tia laze xung quanh và đo các xung phản xạ bằng một cảm biến. Sự khác biệt về thời gian và bước sóng laser sau đó có thể được sử dụng để tạo mô hình số 3 chiều (3D) của đối tượng. Tên gọi lidar, nay được coi là một từ viết tắt của Light Detection And Ranging (đôi khi Light Imaging, Detection, And Ranging), ban đầu là từ ghép của hai từ ánh sáng (tiếng Anh" light) và radar.
Lidar thường được sử dụng để tạo bản đồ có độ phân giải cao, với các ứng dụng trong trắc địa, địa tin học, khảo cổ học, địa lý, địa chất, địa mạo, địa chấn học, lâm nghiệp, vật lý khí quyển, dẫn đường bằng laser, bản đồ laze không ảnh (ALTM), và đo cao độ bằng laser. Công nghệ này cũng được sử dụng để kiểm soát và điều hướng cho một số xe tự động.